# Armed Forces Bowl 2015 (décembre)
Ne doit pas être confondu avec Armed Forces Bowl 2015 (janvier), joué dans le cadre de la saison universitaire 2014.
Match précédent Match suivant
Le Lockheed Martin Armed Forces Bowl de décembre 2015 est un match de football américain d'après saison régulière et de niveau universitaire.
Il s'agit de la 13e édition de l'Armed Forces Bowl sponsorisée par la société aérospaciale et de défense Lockheed Martin.
Ce match a lieu le 29 décembre 2015 vers 14:03 heures locales au Amon G. Carter Stadium sur le campus de l'université de Texas Christian à Fort Worth dans le Texas.
L'arbitre principal est Matt Loeffler issu de la SEC .
Le match est retransmis sur ESPN.

## Présentation du match
| Équipes                                                                                       | Conférences | Entraîneurs  | Stats. saison rég. | Classements avant le bowl CFP-AP-Coaches |
| --------------------------------------------------------------------------------------------- | ----------- | ------------ | ------------------ | ---------------------------------------- |
| Golden Bears de la Californie                                                                 | Pac-12      | Sonny Dykes  | 7-5                | Non classé                               |
| Falcons de l'Air Force                                                                        | MWC         | Troy Calhoun | 8-5                | Non classé                               |
| Arbitre : Matt Loeffler Équipe donnée favorite par les bookmakers : Californie à 7½ contre 1. |             |              |                    |                                          |

Il s'agit de la 9e rencontre entre ces deux équipes,
| Nombre de rencontre | Victoires Californie | Victoires Air Force | Nuls | Date dernier match | Résultat     |
| ------------------- | -------------------- | ------------------- | ---- | ------------------ | ------------ |
| 8                   | 2                    | 6                   | 0    | 2007               | Cal, 43 à 26 |

### Golden Bears de la Californie
Avec un bilan global en saison régulière de 7 victoires et 5 défaites, Californie est éligible et accepte l'invitation pour participer l'Armed Forces Bowl de décembre 2015.
Ils terminent 4e de la North Division de la Pacific-12 Conference derrière #3 Stanford, #19 Oregon et Washington State, avec un bilan en division de 6 victoires et 3 défaites.
À l'issue de la saison 2015, ils n'apparaissent pas dans les classements CFP , AP et Coaches.
Il s'agit de leur 2e participation à l'Armed Forces Bowl (victoire en 2007 42 à 36 contre l'Air Force).

### Falcons de l'Air Force
Avec un bilan global en saison régulière de 8 victoires et 5 défaites, l'Air Force est éligible et accepte l'invitation pour participer à l'Armed Forces Bowl de décembre 2015.
Ils terminent 1er de la Mountain Division de la Mountain West Conference avec un bilan en division de 6 victoires et 2 défaites.
À l'issue de la saison 2015, ils n'apparaissent pas dans les classements CFP , AP et Coaches.
Il s'agit de leur 5e participation à l'Armed Forces Bowl.
| Années | Adversaires | Scores | Victoires - Défaites |
| ------ | ----------- | ------ | -------------------- |
| 2007   | Californie  | 36-42  | 0 - 1                |
| 2008   | Houston     | 28-34  | 0 - 2                |
| 2009   | Houston     | 47-02  | 1 - 2                |
| 2012   | Rice        | 14-33  | 1 - 3                |

## Résumé du match
| QT          | Temps       | Drive       | Drive       | Drive       | Équipe      | Description de l'action | Score | Score |
| QT          | Temps       | Jeux        | Yards       | TDP         | Équipe      | Description de l'action | CAL   | AF    |
| ----------- | ----------- | ----------- | ----------- | ----------- | ----------- | --- | ----- | ----- |
| 1           | 8:33        | 11          | 68          | 6:27        | AF          | TD à la suite d'une course de 1 yard par RB Jacobi Owens + 1 point de conversion par kicker Luke Strebel                                                                                               | 0     | 7     |
| 1           | 5:46        | 7           | 65          | 2:47        | CAL         | TD à la suite d'une course de 1 yard par RB Vic Enwere + 1 point de conversion par kicker Matt Anderson                                                                                                | 7     | 7     |
| 1           | 0:02        | 2           | 47          | 0:27        | CAL         | TD de 30 yards par WR Bryce Treggs à la suite d'une réception d'une passe de QB Jared Goff + 1 point de conversion par kicker Matt Anderson                                                            | 14    | 7     |
| 2           | 12:39       | 5           | 59          | 2:23        | AF          | TD à la suite d'une course de 16 yards par WR Tyler Williams + 1 point de conversion par kicker Luke Strebel                                                                                           | 14    | 14    |
| 2           | 7:37        | 7           | 81          | 2:01        | CAL         | TD de 5 yards par WR Darius Powe à la suite d'une réception d'une passe de QB Jared Goff + 1 point de conversion par kicker Matt Anderson                                                              | 21    | 14    |
| 2           | 7:16        | 1           | 24          | 0:08        | CAL         | TD de 24 yards par WR Kenny Lawler à la suite d'une réception d'une passe de QB Jared Goff + 1 point de conversion par kicker Matt Anderson                                                            | 28    | 14    |
| 2           | 3:04        | 10          | 64          | 4:03        | AF          | TD à la suite d'une course de 1 yard par QB Karson Roberts + 1 point de conversion par kicker Luke Strebel                                                                                             | 28    | 21    |
| 2           | 2:00        | 3           | 78          | 0:57        | CAL         | TD de 14 yards par WR Kenny Lawler à la suite d'une réception d'une passe de QB Jared Goff + 1 point de conversion par kicker Matt Anderson                                                            | 35    | 21    |
| 3           | 11:04       | 9           | 76          | 3:49        | CAL         | TD de 12 yards par WR Darius Powe à la suite d'une réception d'une passe de QB Jared Goff + 1 point de conversion par kicker Matt Anderson                                                             | 42    | 21    |
| 3           | 2:44        | 10          | 68          | 3:41        | CAL         | FG de 29 yards par kicker Matt Anderson | 45    | 21    |
| 3           | 1:30        | 3           | 69          | 1:05        | AF          | TD de 57 yards par RB Timothy McVey à la suite d'une réception d'une passe de QB Karson Roberts + 2 points de conversion à la suite d'une réception de passe de QB Karson Roberts vers RB Jacobi Owens | 45    | 29    |
| 3           | 0:17        | 3           | 61          | 1:04        | CAL         | TD de 55 yards par WR Kenny Lawler à la suite d'une réception d'une passe de QB Jared Goff + 1 point de conversion par kicker Matt Anderson                                                            | 52    | 29    |
| 4           | 9:14        | 7           | 52          | 2:00        | AF          | TD de 15 yards par WR Jalen Robinette à la suite d'une réception d'une passe de QB Karson Roberts + 1 point de conversion par kicker Luke Strebel                                                      | 52    | 36    |
| 4           | 1:13        | 14          | 53          | 7:54        | CAL         | FG de 30 yards par kicker Matt Anderson | 55    | 36    |
| Score final | Score final | Score final | Score final | Score final | Score final | Score final | 55    | 36    |

## Statistiques
| Statistiques par Équipes               | Statistiques par Équipes | Statistiques par Équipes |
| Statistiques                           | CAL                      | AF                       |
| -------------------------------------- | ------------------------ | ------------------------ |
| 1er downs                              | 27                       | 23                       |
| Conversion de 3e Down                  | 2/12                     | 5/10                     |
| Conversion de 4e Down                  | 0/1                      | 1/1                      |
| Jeux–yards                             | 71 jeux pour 586 yards   | 68 yards pour 434 yards  |
| Yards à la course                      | 119                      | 285                      |
| Yards à la passe                       | 467                      | 149                      |
| Passes : Réussies-Tentées-Interceptées | 25/37, 0 int.            | 7/15, 1 int.             |
| Réussite en zone rouge/chances         | 7/8                      | 4/5                      |
| TD                                     | 5                        | 4                        |
| Field Goals                            | 2/2                      | 0/0                      |
| Sacks (Nombre-Yards gagnés)            | 1/4                      | 1/14                     |
| Fumbles (Nombre/Perdus)                | 1/1                      | 3/2                      |
| Pénalités (Nombre/Yards perdus)        | 5/29                     | 4/47                     |
| Temps de possession                    | 28:53                    | 31:07                    |

| Meilleurs Joueurs (MVPs) | Meilleurs Joueurs (MVPs) | Meilleurs Joueurs (MVPs) | Meilleurs Joueurs (MVPs) |
| ------------------------ | ------------------------ | ------------------------ | ------------------------ |
| Systèmes                 | Nom                      | Équipe                   | Poste                    |
| Attaque                  | Jared Goff               | Californie               | QB                       |
| Attaque                  | Karson Roberts           | Air Force                | QB                       |

| Statistiques Individuelles | Statistiques Individuelles | Statistiques Individuelles                   |
| -------------------------- | -------------------------- | -------------------------------------------- |
| Quaterbacks                |                            |                                              |
| CAL                        | Goff, Jared                | 25/37, 0 int., 467 yards, 6 TDs, 1 sack subi |
| AF                         | Roverts, Karson            | 7/14, 1 int., 149 yards, 2 TDs, 1 sack subi  |
| Meilleurs Coureurs         |                            |                                              |
| CAL                        | Watson, Tre                | 13 courses, 70 yards, 0 TD                   |
| AF                         | Owens, Jacobi              | 19 courses, 83 yards, 1 TD                   |
| Meilleurs Receveurs        |                            |                                              |
| CAL                        | Lawler, Kenny              | 5 réceptions pour 75 yards et 3 TDs          |
| AF                         | Robinette, Jale            | 5 réceptions pour 69 yards et 1 TD           |
| Meilleurs Tackleurs        |                            |                                              |
| CAL                        | Nickerson, Hard            | 6 tacles en solo et 5 assistes               |
| AF                         | Hicks, Brodie              | 6 tacles en solo et 5 assistes               |